# Gloria (Brandschutz)

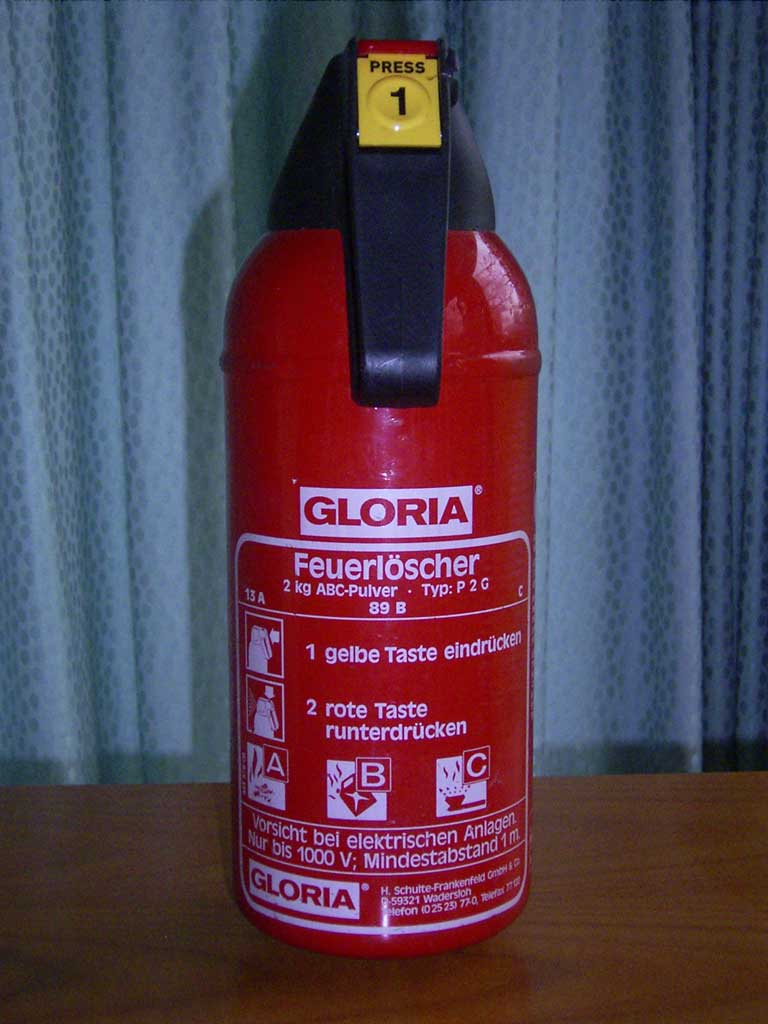
2-kg-Handfeuerlöscher von Gloria

Die Gloria GmbH  (Eigenschreibweise: GLORIA) ist ein deutsches Brandschutzunternehmen und Europas größter Hersteller von tragbaren Feuerlöschgeräten. Darüber hinaus produziert das Unternehmen fahrbare Feuerlöscher, Systeme für Feuerwehrfahrzeuge und Objektschutzanlagen sowie Löschwassertechnik.

## Geschichte
Die Gloria GmbH wurde von Heinrich Schulte-Frankenfeld im Jahr 1945 in einem Gartenhaus in Gütersloh gegründet. Die 1950er Jahre waren für Gloria ein sehr prägendes Jahrzehnt. Die Geschäfte liefen so gut, dass erneut eine Vergrößerung der Geschäftsräume anstand. So zog das Unternehmen im Jahr 1952 schließlich nach Wadersloh, der dauerhafter Unternehmenssitz blieb. Hier wurde von nun an in den eigenen Geschäftsräumen produziert. Ende 1955 war der Jahresumsatz bereits auf zwei Mio. DM angestiegen. Die 1960er Jahre standen für GLORIA ganz im Zeichen des Ausbaus und Exports. Letzterer florierte – im Jahr 1962 wurden bereits über 50 Länder mit den Produkten ‚Made in Germany‘ beliefert. In den Jahren 1965 bis 1969 hatte GLORIA einige Bauvorhaben auf dem Plan: Neben einem neuen Zweigwerk wurde das Unternehmen unter anderem um eine innovative Lackiererei, einen Einbrennofen, weitere Transportbänder, Montagehallen sowie ein neues Verwaltungsgebäude erweitert. Auch der Export und die Mitarbeiterzahlen wuchsen stetig an.
Pünktlich zum 25. Jubiläum wurde 1970 das zunächst dreistöckige Verwaltungsgebäude fertiggestellt. Bis ins Jahr 1988 wurden darüber hinaus Erweiterungen des Zweigwerkes Marienfeld um etwa 40 % notwendig, um die hohe Auslastung des Unternehmens meistern zu können. Mit dem Bau eines modernen Schulungszentrums in Wadersloh wurde im Jahr 1989 auch der Trainingsbereich des Unternehmens modernisiert und mit der neuesten Kommunikationstechnik ausgestattet. Im Zuge dessen wurde mehr Raum für Seminare geschaffen. Eine weitere räumliche Vergrößerung Anfang der 1990er Jahre bot von nun an ein Betriebsgelände von insgesamt 230.000 m². Das stete Wachstum wurde auch anhand der Neugründung der Gloria UK im Jahr 1993 deutlich. Zudem hebt sich GLORIA in dieser Zeit durch seine Zertifizierungen vom Wettbewerb ab, welche die hohe Qualität der Produkte offiziell bestätigt. Neben TÜV-cert und DIN ISO 9001/EN 29001 wurde das Portfolio auch nach dem international anerkannten „British Standard“ zertifiziert. Auch zahlreiche Gloria-Kundendienste erhielten Mitte der 1990er ein Gütezertifikat – dies war ein absolutes Novum in der Feuerlöschgeräte-Industrie. Auch ab Mitte der 1990er ging es weiterhin bergauf: Mit dem Design-Feuerlöscher F2000 wurde im Jahr 1995 eine Weltneuheit im Bereich der tragbaren Feuerlöscher entwickelt.
Im Jahr 1996 ging das Unternehmen dann mit einem neuen Entwicklungszentrum an den Start. 1997 wurde schließlich die neue, erfolgreiche Design-Feuerlöscher Baureihe F 6 gelauncht. Rund um die Jahrtausendwende führte Gloria ein innovatives Brandschutz- und Rettungskonzept auf Basis des Fahrzeuges „SMART“ ein. Dieser Retter im Kleinformat ist in Sachen Brand- und Rettungsschutz unterwegs. Darüber hinaus wurden im Jahr 2000 die Tochtergesellschaften GLORIA Extintores, S.L., Spanien sowie GLORIA Extincteurs SAS, Frankreich gegründet. Nicht nur ein Meilenstein, sondern vielmehr ein Grundstein wurde 2002 gelegt, als das Unternehmen ein komplett neues Verwaltungsgebäude in Wadersloh errichtete.
Neben Feuerlöschgeräten und -anlagen betrieb das Unternehmen bis 2005 die Gloria Haus- und Gartengeräte GmbH, welche im selben Jahr an Brill Gartengeräte verkauft wurde, das im Jahr 2009 von AL-KO Kober übernommen wurde. Das Unternehmen wurde im März 2004 an die englische Kidde-Gruppe verkauft, welche 2005 an UTC Fire & Security des amerikanischen Elektronik- und Rüstungskonzerns United Technologies Corporation (UTC) verkauft wurde.
Im Jahr 2007 wurde die Produktion in Wadersloh aufgegeben und ca. 400 Arbeitsplätze abgebaut. Die Produktion wurde nach Ropczyce in der Woiwodschaft Karpatenvorland in Polen verlagert. Gloria exportiert in über 125 Länder der Welt.
Unter den Marken Adler und Protex vertreibt das Unternehmen weitere Feuerlöscher.
Anfang Januar 2009 kam es zu einer Produktwarnung vor Feuerlöschern der Marken Gloria, Protex und Adler. Betroffen waren mehrere hunderttausend Feuerlöscher, die von Januar 2007 bis Oktober 2008 produziert worden waren.
Im Jahr 2019 wurde an der Universität Kassel ein virtuelles Feuerlöschsystem entwickelt. Der Feuerlöscher kommuniziert dabei mit seiner virtuellen Trainingsumgebung welche Brände in verschiedenen Situationen simuliert. Dieses System ist für die Ausbildung von Feuerwehrleuten und Brandschutzhelfern hilfreich. Das Brandschutzunternehmen Gloria GmbH wird die Kommerzialisierung der Erfindung übernehmen.